# Donny Neyra
Donny Renzo Neyra Ferrada (Lima, 12 de enero de 1984) es un exfutbolista peruano. Jugaba como mediocentro organizador y tiene 41 años.

## Trayectoria
Formado en la Academia Cantolao, ha jugado en el Lanús de Argentina, Sport Boys, Coronel Bolognesi, Universitario, José Gálvez, Total Chalaco, Alianza Lima y Cobresol.
Donny es un jugador polifuncional, que ha alternado en los puestos de zaguero central, lateral, volante de contención, y volante mixto, antes de asumir su posición actual de conductor de Universitario ante la lesión del '10' habitual Mayer Candelo y la falta de jugadores netos para ese puesto. Neyra se ganó el puesto en el Torneo Apertura 2008 con sus goles de tiro libre, sus pases a gol, y por sus sorprendentes jugadas que acababan en gol. Estas buenas actuaciones también le ganaron un puesto en la selección nacional. Irónicamente el año anterior, Neyra había estado en la lista negra de jugadores que iban a ser separados de Universitario, debido a acusaciones de mala actitud hacia el entonces entrenador Jorge Amado Nunes y por estar en sobrepeso. En el año 2009 el técnico Juan Máximo Reynoso lo separa del grupo y este se va al José Gálvez donde tuvo una irregular campaña por lo cual el cedido al Total Chalaco, donde le anota un gol a Universitario y lo celebra ante su ex cuerpo técnico. El 30 de diciembre de ese año firma por Alianza Lima donde por haber destacado en el Torneo de Promoción y Reserva de 2010 fue promovido al primer equipo jugando así 20 partidos y anotando 3 goles, logrando la clasificación a la Copa Libertadores 2011.
En el 2017 fichó por el Carlos A. Mannucci de Trujillo.

## Selección nacional
Ha sido internacional con la Selección de fútbol del Perú en 4 ocasiones. Debutó en la selección el 26 de marzo de 2008 en un partido amistoso ante Costa Rica que terminó con marcador de 3-1 a favor de Perú.

## Clubes
| Club                 | País      | Año       |
| -------------------- | --------- | --------- |
| Academia Cantolao    | Perú      | 1999      |
| Lanús                | Argentina | 1999-2001 |
| Sport Boys           | Perú      | 2002      |
| Lanús                | Argentina | 2003      |
| Coronel Bolognesi FC | Perú      | 2004      |
| Universitario        | Perú      | 2005-2008 |
| José Gálvez FBC      | Perú      | 2009      |
| Total Chalaco        | Perú      | 2009      |
| Alianza Lima         | Perú      | 2010      |
| Cobresol FBC         | Perú      | 2011      |
| Alianza Lima         | Perú      | 2012      |
| UTC de Cajamarca     | Perú      | 2013      |
| Sport Boys           | Perú      | 2014      |
| Al-Mesaimeer         | Catar     | 2014      |
| FBC Melgar           | Perú      | 2014      |
| Sport Loreto         | Perú      | 2015      |
| UTC de Cajamarca     | Perú      | 2016      |
| Carlos Mannucci      | Perú      | 2017      |

## Palmarés

### Campeonatos nacionales
| Título          | Club          | País | Año  |
| --------------- | ------------- | ---- | ---- |
| Torneo Apertura | Universitario | Perú | 2008 |

### Distinciones individuales
| Distinción                    | Año  |
| ----------------------------- | ---- |
| Futbolista del año en el Perú | 2008 |